# SER São José
SER São José is een Braziliaanse voetbalclub uit de stad Macapá, in de staat Amapá.

## Geschiedenis
De club werd in 1946 opgericht. In 1970 werd de club voor het eerst staatskampioen. In 2005 nam de club één keer deel aan de Série C en werd daar meteen uitgeschakeld. In 2010 nam de club deel aan de Copa do Brasil en won daar van América de Natal en verloor dan in de tweede ronde van Goiás.

## Erelijst
Campeonato Amapaense
1970, 1971, 1993, 2005, 2006, 2009